# Charlie Hofheimer
Charlie Hofheimer est un acteur américain né le 17 avril 1981 à Détroit dans le Michigan aux États-Unis.

## Biographie
Charlie Hofheimer est né en 1981 à Détroit mais il grandit dans le quartier de Brooklyn à New York. 

## Filmographie partielle

### Cinéma
- 1994 : Les Nouvelles aventures de Lassie (Lassie) par Daniel Petrie : Jim Garland
- 1996 : Le Dortoir des garçons (Boys) par Stacy Cochran : John Cooke
- 1997 : La Fête des pères (Fathers' Day) par Ivan Reitman : Scott Andrews
- 1998 : Edge City par Eugene Martin : James
- 1999 : La Musique de mon cœur (Music of the Heart) par Wes Craven : Nick, adolescent
- 2001 : Last Ball par Peter Callahan : Jim
- 2001 : La Chute du faucon noir (Black Hawk Down) par Ridley Scott : Cpl. James 'Jamie' Smith
- 2004 : Le Village (The Village) par M. Night Shyamalan : Kevin, garde de la sécurité
- 2012 : Would You Rather, de David Guy Levy : Travis
- 2016 : Dependent's Day par Michael David Lynch : Larry Wright
- 2019 : The Nearest Human Being par Marco Coppola : Devin
- 2019 : The Mandela Effect par David Guy Levy : Brendan

### Télévision
- 1994-1996 : Fais-moi peur!  (Are You Afraid of the Dark?) : Ben Karmel et Andrew Jameson
- 1995 : New York, police judiciaire : Andrew Jameson (saison 5, épisode 16)
- 1996 : New York, police judiciaire : Ben Karmel (saison 6, épisode 22)
- 1999 : Le Cœur à l'écoute (Blue Moon) par Ron Lagomarsino : T.J. Medieros
- 2003 : NCIS : Enquêtes spéciales : Bobby Wilkes (Épisode 6, Trafic en Haute mer)
- 2003 : New York, unité spéciale : Jerry Dupree (saison 4, épisode 16)
- 2008 : La Loi de Canterbury : Ethan Foster
- 2012 : The Good Wife : Officier Zimmerman
- 2012 : Le Noël des sœurs March (The March Sisters at Christmas) par John Stimpson : John Brooke
- 2012 : Private Practice : Ron Nelson
- 2013 : Mad Men : Abe Drexler
- 2014 : Grey's Anatomy : Jason Castor
- 2015 : Castle : Eric Chambers
- 2016-2017 : 24 Heures : Legacy (24: Legacy) : Ben Grimes
- 2019 : Le Maître du Haut Château (The Man in the High Castle) : Daniel Levine
- 2019 : For All Mankind : Dennis Lambert